# Nhiễm trùng đường tiết niệu
Nhiễm trùng đường tiểu (tiết niệu) (NTĐT) là một bệnh nhiễm trùng ảnh hưởng đến một phần của đường tiết niệu. Với trường hợp ảnh hưởng đến đường tiết niệu dưới thì được biết đến như là một nhiễm trùng bàng quang (viêm bàng quang) và khi ảnh hưởng đến đường tiết niệu trên được gọi là nhiễm trùng thận (viêm bể thận). Các triệu chứng của nhiễm trùng bàng quang bao gồm đau khi đi tiểu, đi tiểu thường xuyên, và cảm thấy buồn tiểu mặc dù bàng quang đang trống rỗng. Ngoài các triệu chứng của nhiễm trùng đường tiết niệu dưới triệu chứng, nhiễm trùng thận bao gồm thêm các triệu chứng như sốt và đau mạn sườn. Hiếm khi nước tiểu có thể xuất hiện máu. Đối với các trường hợp mới nhiễm trùng thì triệu chứng có thể mơ hồ hoặc không cụ thể.
Nguyên nhân phổ biến nhất của bệnh là do vi khuẩn Escherichia coli, mặc dù vậy, các loại vi khuẩn hay các loài nấm khác cũng có thể là nguyên nhân. Yếu tố nguy cơ bao gồm phụ nữ, quan hệ tình dục, bệnh tiểu đường, béo phì, và tiền sử gia đình. Tuy quan hệ tình dục là một yếu tố nguy cơ nhưng nhiễm trùng đường tiểu không thuộc nhóm bệnh lây truyền qua đường tình dục(STIs). Nhiễm trùng thận, nếu xảy ra, thường là sau một nhiễm trùng bàng quang nhưng cũng có thể do một nhiễm trùng máu. Chẩn đoán ở phụ nữ trẻ khỏe mạnh có thể dựa vào các triệu chứng đơn thuần như trên. Ở những người có triệu chứng mơ hồ, thì việc chẩn đoán có thể khó khăn bởi vì vi khuẩn có thể hiện diện hoặc không từ một bệnh nhiễm trùng. Trong trường hợp phức tạp hoặc nếu điều trị thất bại, một xét nghiệm tìm vi khuẩn trong nước tiểu có thể hữu ích.
Trong trường hợp không có biến chứng, nhiễm trùng đường tiểu được điều trị ngắn hạn bằng kháng sinh như nitrofurantoin hoặc trimethoprim/sulfamethoxazole. Tuy nhiên tình trạng kháng kháng sinh trong điều trị ngày càng tăng. Một số trường hợp phức tạp hơn thì cần sử dụng thuốc kháng sinh dài hạn qua đường tĩnh mạch. Nếu các triệu chứng vẫn không cải thiện trong hai hoặc ba ngày, xét nghiệm chẩn đoán hơn nữa có thể là cần thiết. Phenazopyridine có thể làm giảm các triệu chứng nhiễm trùng. Với những người có vi khuẩn hoặc tế bào bạch cầu trong nước tiểu nhưng không có triệu chứng, việc dùng kháng sinh nói chung là không cần thiết, mặc dù trong thời kỳ mang thai là một ngoại lệ. Đối với những người bị nhiễm trùng thường xuyên, kháng sinh ngắn hạn có thể được thực hiện ngay sau khi các triệu chứng bắt đầu hay kháng sinh dài hạn có thể được sử dụng như một biện pháp phòng ngừa.
Bệnh thường gặp xuất hiện khi vi khuẩn gây bệnh đi vào lỗ tiểu và nhân lên trong đường tiểu hoặc do vi khuẩn từ máu đến định cư tại nơi này. Đường tiểu, hay đường tiết niệu, bao gồm hai thận, niệu quản (hai ống dẫn nước tiểu từ thận đến bàng quang), bàng quang (hay bọng đái), và niệu đạo (ống dẫn nước tiểu từ bàng quang ra lỗ niệu đạo để ra ngoài khi tiểu). Bình thường nước tiểu vốn vô trùng. Cấu tạo đặc biệt ở vị trí niệu quản gắn vào thành bàng quang có tác dụng như một van chống trào ngược nhằm ngăn ngừa nước tiểu đi ngược từ bàng quang lên thận. Dòng chảy của nước tiểu cũng là một lực cơ học giúp tống xuất vi khuẩn nếu chúng xâm nhập vào đây. Tất cả các đối tượng đều có thể mắc nhiễm trùng đường tiểu.

## Phân loại nhiễm trùng đường tiểu
Nhiễm trùng đường tiểu thường xuất hiện đầu tiên ở phần thấp (niệu đạo, bàng quang) và nếu không được điều trị nó có thể diễn tiến nặng lên đưa đến nhiễm trùng đường tiểu trên (niệu quản, thận).
Sau đây là ba thể bệnh điển hình :
- Viêm niệu đạo: viêm hay nhiễm trùng niệu đạo gây nên cảm giác bỏng rát khi đi tiểu và đôi khi có mủ. Với nam giới, viêm niệu đạo có thể gây nên chảy mủ ở lỗ sáo (lỗ niệu đạo) dương vật. Điển hình nhất là bệnh lậu: nam giới mắc bệnh này thường có mủ ở lỗ sáo (triệu chứng học gọi là "hạt sương ban mai").
- Viêm bàng quang: là NTĐT thường gặp nhất gây nên đau tức bụng dưới, nước tiểu rất khai và đôi khi tiểu máu.
- Viêm thận-bể thận cấp: có thể do nhiễm trùng ngược dòng từ bàng quang lên hoặc do từ dòng máu. Nhiễm trùng thận hay viêm thận-bể thận (cần phân biệt với viêm cầu thận) là một cấp cứu y khoa vì nó có thể nhanh chóng đưa đến suy giảm chức năng thận cũng như tử vong nếu không điều trị kịp thời và hiệu quả.

## Dịch tễ
Xấp xỉ 8 đến 10 triệu người Mỹ mắc NTĐT mỗi năm  Lưu trữ ngày 15 tháng 6 năm 2006 tại Wayback Machine. Phụ nữ thường dễ mắc NTĐT hơn nam giới vì những nguyên nhân không rõ mặc dù đường niệu đạo ngắn của giới này có thể là một yếu tố nguy cơ. NTĐT xảy ra ở khoảng 5% trẻ em gái và 1-2% ở trẻ em trai. Tỉ lệ mắc NTĐT ở trẻ sơ sinh vào khoảng 0,1-1% và tăng cao đến 10% ở trẻ sơ sinh nhẹ cân. Trước 1 tuổi, trẻ trai thương bị cao hơn trẻ gái. Sau lứa tuổi này NTĐT thường gặp ở trẻ gái nhiều hơn so với trẻ trai  Lưu trữ ngày 26 tháng 9 năm 2005 tại Wayback Machine.

## Nguyên nhân và yếu tố nguy cơ
Escherichia coli (E. coli) gây nên 80% trường hợp NTĐT ở người lớn  Lưu trữ ngày 29 tháng 6 năm 2006 tại Wayback Machine. Vi khuẩn này thường hiện diện trong đại tràng và có thể đi vào lỗ niệu đạo từ vùng da xung quanh hậu môn và cơ quan sinh dục. Phụ nữ có thể dễ nhiễm bệnh hơn do lỗ niệu đạo nằm gần với nguồn vi khuẩn từ phía sau (hậu môn, âm đạo) và niệu đạo của phụ nữ cũng ngắn hơn do đó vi khuẩn dễ dàng xâm nhập vào bàng quang. Các vi khuẩn khác gây NTĐT bao gồm Staphylococcus saprophyticus (5-15% trường hợp), Chlamydia trachomatis, Proteus và Mycoplasma hominis. Nam giới và phụ nữ nếu nhiễm Chlamydia trachomatis hay Mycoplasma hominis đều có thể truyền vi khuẩn này cho bạn tình trong khi giao hợp gây nên NTĐT.
Giao hợp cũng có thể gây nên NTĐT ở một số phụ nữ (mặc dù bạn tình không mắc bệnh) vì những lý do không rõ ràng. Phụ nữ sử dụng màng ngăn âm đạo (diaphragm) thường dễ nhiễm trùng hơn và bao cao su có chứa chất diệt tinh trùng cũng có thể làm tăng phát triển E. coli trong âm đạo. Vi khuẩn này sau đó có thể đi vào niệu đạo.
Thủ thuật thông tiểu (đưa một ống nhỏ theo niệu đạo vào bàng quang để dẫn lưu nước tiểu) cũng là yếu tố nguy cơ gây bệnh. Nếu ống thông lưu càng lâu ngày thì nguy cơ mắc bệnh càng cao.
Ở trẻ nhũ nhi, vi khuẩn từ tã lót dính phân có thể đi vào đường tiểu và gây bệnh. Ngay cả ở thiếu nữ nếu có thói quen lau hậu môn từ sau ra trước sau khi đại tiện cũng dễ mắc bệnh hơn.
Các yếu tố nguy cơ khác gồm:
- Tắt nghẽn đường ra của bàng quang do sỏi hoặc u xơ tiền liệt tuyến
- Các bệnh lý ảnh hưởng đến chức năng tống xuất nước tiểu của bàng quang làm bàng quang luôn có một lượng nước tiểu ứ đọng sau tiểu tiện (chấn thương cột sống)
- Những dị tật bẩm sinh của đường tiết niệu, đặc biệt là trào ngược bàng quang-niệu quản
- Suy giảm miễn dịch
- Tiểu đường loại 1 và tiểu đường loại 2
- Hẹp bao quy đầu
- Có thai hoặc mãn kinh
- Sỏi thận
- Giao hợp với nhiều bạn tình
- Hẹp niệu đạo do bẩm sinh hoặc do chấn thương
- Bất động lâu ngày (chấn thương, bại liệt)
- Uống ít nước
- Chứng són phân

Một số nhóm máu tạo điều kiện cho vi khuẩn dễ bám vào tế bào lót bề mặt đường tiểu gây nên nhiễm trùng đường tiểu tái diễn.

## Triệu chứng

### Triệu chứng NTĐT ở trẻ nhỏ
- Tiêu chảy
- Khóc quá mức và không thể dỗ nín bằng các thông thường như cho bú, ôm ấp...
- Chán ăn
- Sốt
- Buồn nôn và nôn mửa

### Các triệu chứng NTĐT có thể gặp ở trẻ lớn
- Đau thắt lưng hoặc đau bên mạn sườn (trong trường hợp nhiễm trùng ở thận)
- Tiểu rắt: tiểu nhiều lần nhưng mỗi lần chỉ được một ít nước tiểu
- Són nước tiểu
- Tiểu buốt: trẻ thường đau khi tiểu. Đặc biệt trẻ trai đang tiểu vì đau quá nên có thể đưa tay bóp lấy dương vật. Do vậy bàn tay trẻ thường bay mùi nước tiểu ("dấu hiệu bàn tay khai")
- Đau vùng bụng dưới
- Nước tiểu đục đôi khi có máu hoặc có mùi bất thường

### Nhiễm trùng đường tiểu dưới ở người lớn
- Đau lưng
- Tiểu máu
- Nước tiểu đục
- Tiểu khó mặc dù rất muốn tiểu
- Sốt
- Tiểu nhiều lần
- Cảm giác toàn thân không được khỏe
- Tiểu đau
- Giao hợp đau

### Triệu chứng NTĐT trên ở người lớn
- Ớn lạnh
- Sốt cao
- Buồn nôn, nôn mửa
- Đau vùng hạ sườn

## Biến chứng
- Viêm thận bể thận cấp
- Áp xe quanh thận
- Nhiễm trùng huyết
- Suy thận cấp
- Trẻ em có trào ngược bàng quang niệu quản có thể gây nhiễm trùng thận nhanh chóng đưa đến suy thận mạn
- Phụ nữ có thai bị NTĐT có thể gây đẻ non, sẩy thai, nhiễm trùng sơ sinh...

## Chẩn đoán
Tất cả những dấu hiệu nêu trên là những gợi ý để khám xét và làm các xét nghiệm. Que thử nước tiểu nhanh có thể là một test sàng lọc. Que thử này có thể phát hiện sự hiện diện của protein, bạch cầu, hồng cầu và một số chỉ số hóa sinh khác mang tính cách định hướng.
Các xét nghiệm khác cần làm có thể là:
- Phân tích nước tiểu: hóa sinh, tế bào
- Cấy nước tiểu
- Cấy máu
- Chẩn đoán hình ảnh: siêu âm hoặc chụp X quang để phát hiện các dị tật bẩm sinh của đường tiết niệu...

Vì rất nhiều trẻ em bị viêm bàng quang thường có một bất thường giải phẫu nào đó tạo điều kiện cho nhiễm trùng, vì các nhiễm trùng này có thể phòng ngừa được và cũng vì biến chứng lâu ngày của NTĐT tái diễn nếu không được kiểm soát là rất nghiêm trọng nên những trẻ này thường cần phải được khám xét thật kỹ lưỡng.
Các xét nghiệm này gồm siêu âm thận và đường tiểu cũng như chụp X quang có thuốc cản quang khi trẻ đi tiểu (chụp quàng quang niệu quản khi tiểu).
Các bác sĩ chuyên khoa khuyến cáo các đối tượng sau nên được khảo sát bằng các phương pháp trên :
- Trẻ gái trên 5 tuổi có hai hoặc nhiều lần NTĐT
- Tất cả trẻ trai ngay khi bị NTĐT lần đầu tiên
- Tất cả những trẻ có sốt khi mắc NTĐT
- Tất cả trẻ dưới 5 tuổi bị NTĐT

## Điều trị
Những trường hợp viêm bàng quang nhẹ nhàng có thể tự lành mà không cần điều trị nào  tuy nhiên vì chúng có khả năng gây nên những biến chứng nặng nề nên tất cả các trường hợp nhiễm trùng đường tiểu dù nặng hay nhẹ đều được khuyến cáo điều trị kỹ càng. Thuốc điều trị thường dùng là các kháng sinh. Liệu trình cũng như loại thuốc tùy thuộc vào loại vi khuẩn cũng như vị trí nhiễm trùng.
Các kháng sinh thường dùng:
- Nitrofurantoin
- Cephalosporin
- Sulfonamide
- Amoxicillin
- Trimethoprim-sulfamethoxazole
- Doxycycline (không dùng cho trẻ dưới 8 tuổi)
- Quinolone (không nên dùng cho trẻ em)

Khi được điều trị, các NTĐT dưới có thể hết triệu chứng chỉ trong vòng vài ngày nhưng điều trị cần kéo dài từ 10 đến 15 ngày để đề phòng viêm thận bể thận.
Nhiễm trùng đường tiểu do các tác nhân Chlamydia trachomatis và Mycoplasma hominis cần điều trị với tetracycline hoặc doxycycline dài ngày.
Nhiễm trùng đường tiểu do bất thường giải phẫu hoặc có biến chứng tạo ổ mủ sâu cần phải phẫu thuật.
Nhiễm trùng đường tiểu tái diễn (3 hoặc nhiều lần NTĐT trong một năm) có thể điều trị kéo dài đến 6 tháng đôi khi đến cả hai năm.
Theo dõi điều trị bằng xét nghiệm nước tiểu là biện pháp bắt buộc để đánh giá hiệu quả của điều trị.

## Phòng bệnh
Những biện pháp sau đây có thể làm giảm nguy cơ nhiễm trùng đường tiểu  Lưu trữ ngày 16 tháng 6 năm 2006 tại Wayback Machine, :
- Biện pháp chung nhất là gìn giữ vệ sinh cá nhân thật tốt
- Tránh các chất có thể gây kích thích niệu đạo (nằm trong bồn tắm hòa xà phòng, chất khử mùi tại chỗ).
- Vệ sinh sạch vùng sinh dục trước khi giao hợp
- Thay tã cho trẻ ngay lập tức sau khi dính phân
- Uống nhiều nước nhằm tăng lượng nước tiểu để tống xuất vi khuẩn khỏi đường tiểu
- Không được nhịn tiểu (trừ trường hợp có lời khuyên của bác sĩ)
- Tắm vòi hoa sen chứ không nên tắm bồn tắm
- Đi tiểu trước và sau khi giao hợp
- Cần tập cho các bé gái thói quen lau hậu môn từ trước ra sau khi làm vệ sinh sau đại tiện tránh đưa vi khuẩn từ vùng hậu môn vào lỗ niệu đạo
- Vitamin C cũng có khả năng giảm nguy cơ NTĐT
- Nếu phụ nữ đang đọ tuổi sinh hoạt tình dục mà thường xuyên bị NTĐT thì nên xem lại tư thế giao hợp nhằm tránh bớt các tư thế gây tác động nhiều đến lỗ niệu đạo
- Với trẻ em cần tuân theo các hướng dẫn trong phần xét nghiệm ở trên để phát hiện sớm các yếu tố nguy cơ nhằm kiểm soát NTĐT và các biến chứng lâu dài của nó